# Neacomys dubosti
Neacomys dubosti és una espècie de mamífer rosegador de la família dels cricètids que es troba a la Guaiana Francesa, al sud de Surinam i a l'estat d'Amapá (Brasil). L'espècie fou anomenada en honor de Gérard Dubost, per les seves nombroses contribucions al coneixement dels mamífers de les selves de la Guaiana Francesa i el Gabon. La població que ara és coneguda com a N. dubosti, fou, igual que N. paracou, comptada com a N. guianae fins al 2001. Aquest darrer només es troba a Guyana, Surinam i parts de l'est de Veneçuela.
N. dubosti és una espècie petita de Neacomys, de cua curta i sovint unicolor. L'esquena és de color marró una mica més clar als flancs. La pell de la panxa és molt més clara, de vegades blanca. N. dubosti té 62 cromosomes.